# Vietnamellidae
Vietnamellidae (лат.) — семейство подёнок, с 2 родами, одним современным и одним ископаемым из бирманского янтаря. 5 видов.

## Описание
Подёнки длиной от 5,75 мм (†Burmella paucivenosa) до 2 см (Vietnamella). Современные представители это подёнки зеленовато-коричневого цвета, которые имеют модифицированные мандибулы, семь пар жаберных пластинок, крупные задние крылья. Строение ротовых частей, головы и передних бёдер говорит о том, что нимфы Vietnamella могут манипулировать субстратом и соскребать с него кормовые частицы. Ископаемые виды рода Burmella были вдвое меньше (до 7 мм Burmella clypeata).

## Систематика
Семейство включает 5 видов и 2 рода.
Морфологические особенности свидетельствуют, что семейство Vietnamellidae есть базальная клада всего надсемейства Ephemerelloidea.
- †Burmella Godunko et al., 2021 из бирманского янтаря
  - †Burmella paucivenosa Godunko et al., 2021
  - †Burmella clypeata Godunko et al., 2021
- Vietnamella Tshernova, 1972[6]